# Mischievous Gal Anjou-san
Mischievous Gal Anjou-san (jap. やんちゃギャルの安城さん Yancha Gyaru no Anjō-san) ist eine Manga-Serie von Yūichi Katō, die seit 2017 in Japan erscheint und mehrere Ableger-Serien erhielt. Die romantische Komödie um einen schüchternen Oberschüler und dessen modische und schelmische Mitschülerin wurde unter anderem ins Deutsche übersetzt.

## Inhalt
Der schüchterne und unauffällige Oberschüler Seto erhält plötzlich unerwartete Aufmerksamkeit durch seine Mitschülerin Anna Anjou, die ihn immer mehr neckt und Zeit mit ihm verbringen will. Der fleißige Seto ist mit den Annäherungsversuchen der attraktiven und schelmischen Anjou überfordert. Das modische Gyaru hat wiederum viel Spaß mit seinen Reaktionen. Langsam entwickelt sich zwischen den beiden eine Liebesbeziehung, während auch ihre jeweiligen Freunde sich näher kommen: Setos Mitschüler Inuyama und Tokio sowie Anjous Freundinnen Toyoda und Chita.

## Veröffentlichungen
Die Serie startete im August 2017 im Magazin Young King beim Verlag Shōnen Gahōsha. Bereits zuvor erschienen Geschichten aus der Serie im Selbstverlag auf der Plattform pixiv. Dieser brachte die Kapitel auch gesammelt in bisher 15 Bänden heraus. Zum ersten Band erschien auch eine eingesprochene Version. Der dritte Band verkaufte sich in Japan über 17.000 Mal in der ersten Woche und erreichte damit eine Platzierung in den japanischen Manga-Charts.
Eine deutsche Übersetzung von Lasse Christian Christiansen wird seit Juni 2025 von Yomeru veröffentlicht. Bei AK Comics erscheint der Manga in Südkorea, bei Kitsune Manga in Spanien und Orange veröffentlicht eine englische Übersetzung digital.
In Japan erschien eine Reihe von kurzen Serien als Ableger zur Hauptserie:
- Anjō-san no Gakkō no Hokenshitsu no Komaki-sensei (安城さんの学校の保健室の小牧先生) von Yūichi Katō mit Zeichnungen von Tsubaki Ayasugi, Mai 2019 bis Juni 2021 im Young King,[4][5] 3 Bände[6][7]
- Yancha Gyaru no Anjō-san-tachi: Kō-ichi-hen (やんちゃギャルの安城さんたち 高1編) von Yūichi Katō mit Zeichnungen von Suoshiro, Mai 2019 bis September 2021 im Young King,[8][9] 6 Bände[10][11]
- Komaki-sensei no Dungeon Hoken Dayori feat. Yancha Gal no Anjō-san (小牧先生のダンジョンほけんだより　～feat.やんちゃギャルの安城さん～) von Yūichi Katō mit Zeichnungen von Suoshiro, Dezember 2022 bis Juli 2024 im Young King,[12][13] 2 Bände[14][15]